# Franck Langolff
Franck Langolff, de son vrai nom Henri-Alain Langolff, est un compositeur de musique français né le 6 mai 1948 à Fès au Maroc et mort à Rouen le 8 septembre 2006.

## Biographie
Jusqu'à l'âge de dix ans, il vit au Maroc où il est né, avant de partir habiter Canteleu en 1958. Il se met à apprendre l'harmonica, puis la guitare électrique et la guitare basse quelques années plus tard. 
Tout jeune, il joue quelquefois dans un garage au Grand-Quevilly avec son copain de toujours, Alain, et quelques autres musiciens amateurs. 
Il entame sa carrière dans les années 1960 en tant que bassiste et surtout compositeur de quelques groupes régionaux (les Vikings avec Freddy Della, les Flamingoes, les Punch ou Mardi sous la Pluie…). Mais c'est avec le groupe rouennais Mardi sous la Pluie qu'il obtient un succès éphémère dans le début des années 1970 avec leur single : Descends dans la rue. Il a composé trois albums dont Normal en 1986 sur lequel figure un titre que Florent Pagny (en Europe) et Dan Bigras (au Québec) reprendront plus tard : Tue-moi. 
Dans les années 1970, il monte à Paris, où il devient l'ami du chanteur Renaud pour qui il compose plusieurs succès tels que Morgane de toi, Fatigué, ou Morts les enfants. Il participe en 1986 à l'album Virage de Sylvie Vartan.
En 1985, il compose le disque Certitude pour la comédienne Sophie Marceau avec Étienne Roda-Gil lorsque Didier Pain vient lui présenter sa nièce Vanessa Paradis. Pour elle, il écrit la musique de Joe le taxi, le tube qui a lancé la carrière de Vanessa Paradis et qui s'est vendu à 3 millions d'exemplaires. Ce fut son plus grand succès.
Il a composé la musique de la chanson SOS Éthiopie avec un texte écrit par Renaud, sortie en mars 1985.
En 1990, il compose le second album de Vanessa Paradis Variations sur le même t'aime avec Serge Gainsbourg.
Il a également collaboré avec Alain Souchon, Buzy, Johnny Hallyday, Patricia Kaas, Florent Pagny, Yannick Noah, Garou, Yta Farrow, Isabelle Boulay, Marc Lavoine, Melissa Mars, Bernie Bonvoisin, Clarisse Lavanant...
Il meurt en 2006 à la suite de complications d'un cancer du poumon.
En 2010 sort Docteur Tom ou la Liberté en cavale, conte musical à partir de ses chansons avec pour interprètes Vanessa Paradis, Alain Souchon, Ours, Natalie Dessay, Cécile Cassel, Arthur H, Yannick Noah, Thomas Dutronc, Raphaël, Renaud, Liza Manili et Claire Denamur. Le projet de CD a été inspiré et réalisé par Norman Langolff (fils de Franck) et Gaby Concato (fils d'Alain, l'ami de toujours de Franck).

## Ses principales chansons
- 1983 : Morgane de toi (Renaud) - paroles de Renaud
- 1985 : Morts les enfants (Renaud) - paroles de Renaud
- 1985 : SOS Éthiopie (Chanteurs sans frontières) - paroles de Renaud
- 1986 : Tue-moi (Franck Langolff) - paroles de Francis Basset
- 1987 : Joe le taxi (Vanessa Paradis) - paroles d'Étienne Roda-Gil
- 1988 : Normandie Lusitania (Alain Souchon) - paroles d'Alain Souchon et David McNeil
- 1988 :  Putain de camion (Renaud) - paroles de Renaud
- 1988 : Marilyn et John (Vanessa Paradis) - paroles d'Étienne Roda-Gil
- 1989 : Coupe coupe (Vanessa Paradis) - paroles d'Étienne Roda-Gil
- 1989 : Sheppard (Buzy) - paroles de Buzy
- 1990 : Prends ton temps (Florent Pagny) - paroles de Florent Pagny
- 1990 : Tandem (Vanessa Paradis) - paroles de Serge Gainsbourg
- 1990 : Dis-lui toi que je t'aime (Vanessa Paradis) - paroles de Serge Gainsbourg
- 1990 : Désir égale danger (Martine St-Clair) - paroles de Luc Plamondon
- 1991 : Bessie (Patricia Kaas) - paroles de Pierre Grosz
- 1992 : Tue-moi (Florent Pagny) - paroles de Francis Basset
- 1993 : Je me damne (Yta Farrow) - paroles de Koraz
- 1997 : Fais-moi l'amitié (Patricia Kaas) - paroles de Francis Basset
- 2000 : Commando (Vanessa Paradis) - paroles de Didier Golemanas
- 2005 : And I hate you (Melissa Mars) - paroles de Lilas Klif

## Ses interprètes
- Chanteurs sans frontières
- Alain Souchon
- Clarisse Lavanant
- Dan Bigras
- Florent Pagny
- Yta Farrow
- Garou
- Jakie Quartz
- Johnny Hallyday
- Louane

- Melissa Mars
- Patricia Kaas
- Renaud
- Sophie Marceau
- Sylvie Vartan
- Vanessa Paradis
- Yannick Noah

## Ses paroliers
- Clarisse Lavanant
- Didier Golemanas
- Étienne Roda-Gil
- Francis Basset
- Renaud
- Serge Gainsbourg

## Discographie

### Albums
- Franck Langolff (1975)
- Normal (1986)
- Y'a quelqu'un (1997)

### Singles
- Bosse bosse bosse (1977)
- Dans la nuit (1983)
- Normal (1986)